# Protopelagonemertes joculatori
Protopelagonemertes joculatori är en djurart som tillhör fylumet slemmaskar, och som beskrevs av Van der Spoel 1988. Protopelagonemertes joculatori ingår i släktet Protopelagonemertes och familjen Protopelagonemertidae. Inga underarter finns listade i Catalogue of Life.